# 가나마루촌
가나마루촌(金丸村)은 니가타현 사와타군·사도군에 설치되었던 촌이다. 현재의 사도시에 해당한다.